# Fahrzeugfabrik Rudolf Weide
Die Fahrzeugfabrik Rudolf Weide war ein deutscher Automobilhersteller. Eine andere Quelle nennt die Motorfahrzeugfabrik Rudolf Weide. In Anzeigen von 1929 steht Rudolf Weide, Nordhausen in einer Zeile und darunter die Telefonnummer, Motorfahrzeugfabrik und die Straße.

## Beschreibung
Das Unternehmen hatte seinen Sitz in Nordhausen. Von 1925 bis 1933 wurden dort Kleinwagen unter dem Namen RWN (Rudolf Weide Nordhausen) gebaut.
Es handelte sich dabei um Dreiradfahrzeuge. Verschiedene luftgekühlte Motoren sind überliefert. Einzylinder-Zweitaktmotor von Schlieha mit 198 cm³ Hubraum und 5 PS Leistung, Einzylinder-Viertaktmotor von J.A.P. gleicher Größe mit 5,5 PS Leistung, Einzylinder-Viertaktmotor von Richard Küchen mit 348 cm³ Hubraum und 14 PS Leistung sowie mit 498 cm³ Hubraum und 19 PS Leistung. Die Motorleistung wurde über ein Dreiganggetriebe und eine Kette an die Hinterräder übertragen. Der Wagen hatte ein einzelnes Vorderrad, das in einer Motorradgabel geführt wurde. Danach folgte der Wagenkasten, der auch den Motor aufnahm. Dahinter saß der Fahrer. Bei den offenen Personenkraftwagen mit Verdeck folgte wahlweise ein Gepäckraum oder zwei Notsitze. Die Nutzfahrzeuge hatten entweder eine Pritsche oder einen Kasten für Ladung.
Die Fahrzeuge entstanden nur in geringer Stückzahl.